# Winthemia pacifica
Winthemia pacifica är en tvåvingeart som beskrevs av Malloch 1935. Winthemia pacifica ingår i släktet Winthemia och familjen parasitflugor.
Artens utbredningsområde är Tonga. Inga underarter finns listade i Catalogue of Life.